# Morvan
Morvan – pasmo górskie we Francji w regionie Burgundii, znajdujące się na pograniczu czterech departamentów: Nièvre, Yonne, Côte-d’Or oraz Saona i Loara, na północny wschód Masywu Centralnego. Góry należące do pasma Morvan są zbudowane głównie z granitu oraz bazaltu powstałego podczas orogenezy hercyńskiej. W okresie orogenezy alpejskiej uległy rozpadowi na swoich pograniczach, stwarzając obniżenia z trzech stron, przechodząc w wapienne płaskowyże.
Lasy sąsiadują z łąkami i polami otoczonymi żywopłotami. Kraina dzieli się na trzy części: Morvan otwarty, Morvan wysokich pagórków, na obrzeżach i północy oraz góry Morwandzkie, na południu, których najwyższy szczyt, Haut Folin w paśmie Bois du Roi, osiąga wysokość 901 m n.p.m.
Liczne rzeki, w tym Yonne i Cure mają tu źródło i tworzą głębokie doliny, które zostały w niektórych miejscach zalane przez jeziora zaporowe stanowiące atrakcję turystyczną. Jedna czwarta wody płynącej w Paryżu pochodzi z tych terenów. System niewielkich tam i zapór pozwalających stworzenie zbiorników wodnych, powstał w XVI wieku, kiedy to drewno na opał dla stolicy zaczęło być spławiane, dzięki sztucznemu podnoszeniu poziomu wody w rzekach, które wpadają do Sekwany, i to aż do początku XX wieku. Trwało to do czasów, kiedy węgiel z północy kraju zastąpił drewno jako materiał opałowy.

## Klimat
Klimat gór Morvan jest umiarkowany lądowy. Charakteryzuje się wpływami oceanu na zachodzie oraz lądu na wschodzie, stąd lokalne różnice w ilościach opadów, dni słonecznych oraz temperatur. Amplitudy termiczne mogą osiągnąć powyżej 20 °C. Na najwyższych szczytach, na których można zarejestrować do 180 dni opadów deszczu lub śniegu, opady roczne mogą przekroczyć 1000 lub nawet 1800 mm. Jesienie i zimy są długie, ale skoki temperatur nie pozwalają na wielodniową połać śnieżną. W latach 80. zdemontowany został ostatni wyciąg narciarski.

## Ludność

### Historia
W XIX wieku region Morvan stał się terenem Opieki Publicznej Departamentu Sekwany: 47 000 dzieci zostało umieszczonych w rodzinach zastępczych, które czerpały z tego dodatkowe dochody, jak i dzięki mamkom, które były „wprowadzane” do mieszczańskich rodzin paryskich. Mówi się nawet o „przemyśle piastunkowym” (52% nianiek paryskich pochodziło z tych terenów).Jeszcze  w 1919 roku kraina liczyła 175 wychowanków, w tym 105 poniżej 13 lat. Jean Genet był jednym z nich. W czasie drugiej wojny światowej tereny te były obszarem działalności partyzanckiej. Po wojnie, region, jeszcze biedny, wyludnił się i zmodernizował. Mechanizacja rolnictwa i hodowli pozwala ludności pozostałej uzyskiwać lepsze dochody.
Znanym mieszkańcem Gór Morvan był Sebastian Le Prestre, marszałek Vauban, urodzony w Saint-Léger-Vauban.

### Miasta
Morvan, który liczy mało większych miejscowości (wyjątek stanowi Château-Chinon), charakteryzuje się niesamowitym rozproszeniem niewielkich osad czy osobnych gospodarstw. Architektura ich często pochodzi z XIX wieku, kiedy jeszcze dachy były pokryte słomą choć mury kamienne. Dzisiaj pokryte dachówką płaską, tradycyjną burgundzką albo współczesną, łupkową czy gontową, domy dodają dodatkowy element do mozaiki natury. Obok domów chłopskich spotyka się tutaj rezydencje budowane na styl mieszczański, zamki, dwory i pałace. Na granicach krainy natomiast znajdują się miasta w charakterze wrót wjazdowych takie jak Autun, Avallon, Semur-en-Auxois, Arnay-le-Duc posiadające bogatą wielowiekową architekturę, sięgającą czasów rzymskich. Przez te dwa pierwsze przechodziła Via Agrippa łącząca Lyon z Boulogne-sur-Mer, a za Napoleona stała się drogą narodową nr 6, wiodącą nad morze Śródziemne, zastąpioną w latach 60. autostradą Słońca.

### Hodowla i uprawa

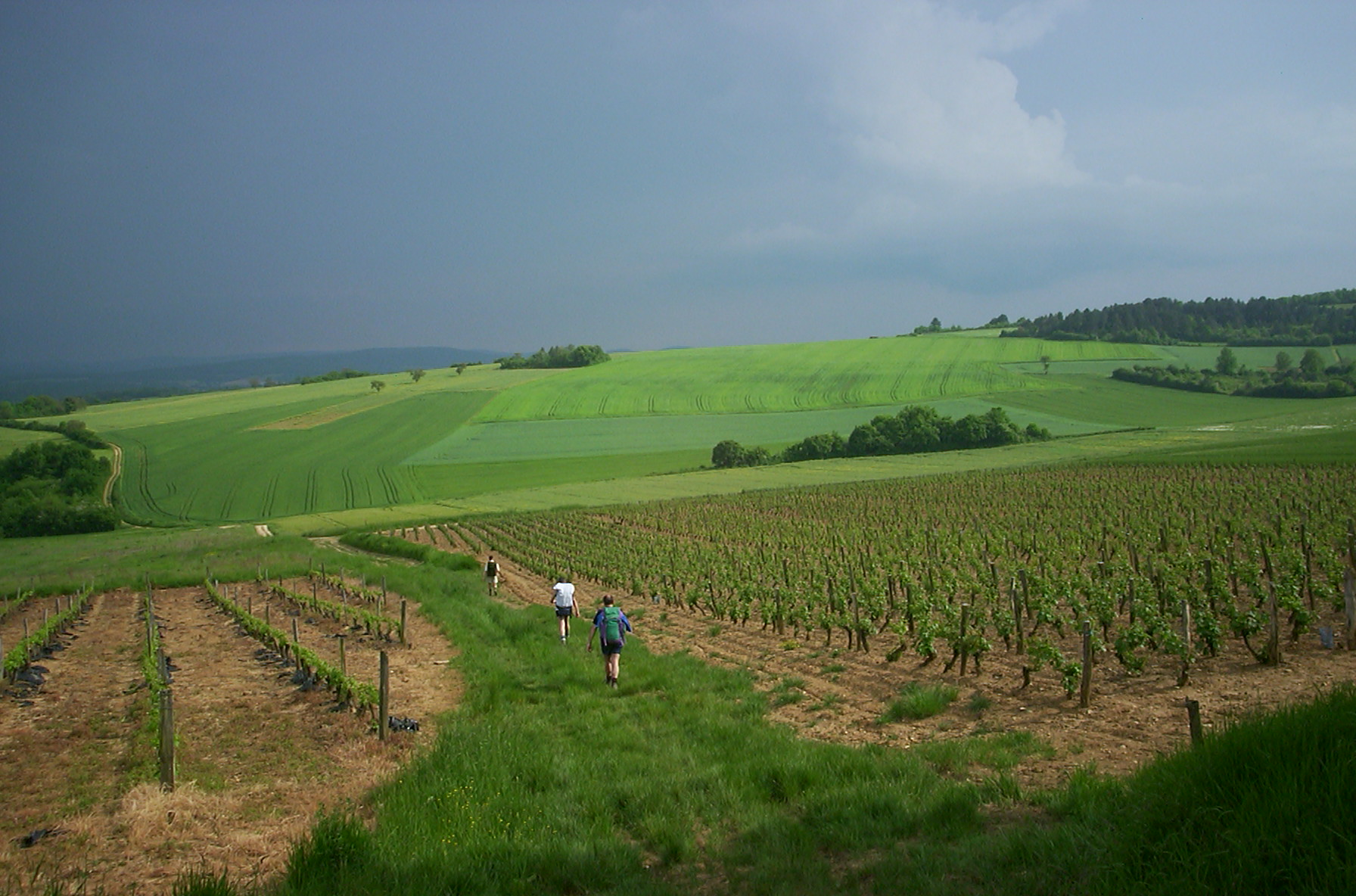
Krajobraz okolic Gór Morvan

Miejscowa ludność, obok eksploatacji lasu, zajmuje się hodowlą bydła rasy charolaise, która uzyskała jako jedyna we Francji znak jakości – AOC. Hoduje się tu również owce, kozy, krowy mleczne (produkcja serów) i wieprze (suszone szynki, kiełbasy i inne przetwory).
Na północy krainy, na stokach pagórka, na którym znajduje się jedno z najbardziej znanych miejsc we Francji, Vézelay – opactwo założone w IX wieku przez benedyktynów, produkuje się wino białe ze szczepu chardonnay.

## Turystyka
Turystyka, dzięki bogactwu dziedzictwa architektonicznego, kulinarnego i natury, trasom dla pieszych i rowerzystów, oraz wielu możliwościach zakwaterowania (hotele, agroturystyka, kempingi), odgrywa również istotną rolę w dochodach mieszkańców. Większość gmin w Górach Morvan wchodzi w skład Parku Regionalnego.

## Muzyka w regionie
Region gór Morvan posiada własną tradycyjną muzykę, która jest połączeniem lokalnej muzyki ludowej z wpływami muzyki z innych rejonów Francji. Tradycyjnymi instrumentami kojarzonymi z Morvan są dudy, skrzypce, lira korbowa i akordeon.

## Park regionalny
Stworzony w 1970 roku, park regionalny obejmuje 117 gmin i 5 miast wjazdowych od ostatniej rewizji jego statusu w 2007. Jego zadania i projekty to:
- kształcenie ochrony środowiska
- zarządzanie wodami
- agroturystyka
- różnorodność biologiczna
- ochrona i opieka kultury i dziedzictwa regionu

Park uczestniczy w projektach Natura 2000 i LIFE Ruisseaux oraz LEADER i stworzył swoje znaki jakości:
- Produkt parku (gwarancja lokalnego pochodzenia materii pierwszej, autentyczność, produkcja na małą skalę, przestrzegająca środowisko);
- Umiejętność (savoir-faire) parku (skierowana w stronę miejscowych rzemieślników);
- Gościnność (accueil) parku (skierowana pod adresem oberży i gospód, które proponują lokalne produkty, znają i potrafią poradzić turystom oraz użyli do budowy i dekoracji miejscowych materiałów)[10].